# Kussara

Ubicación aproximada de Kussara, parte inferior derecha, en el contexto de la región del Antitauro y de la cuenca del Kizil Irmak en la moderna Turquía.

Kussara  fue una antigua ciudad anatolia, probablemente próxima a Şar o a Divriği. Es conocida por ser la sede de la dinastía de Pithana y el probable lugar de fallecimiento de Hattusili I, uno de los primeros reyes hititas.

## Ubicación
Kussara fue una antigua ciudad anatólica, mencionada en textos e inscripciones de la Edad del Bronce. Estuvo situada al sur del Kizil Irmak, en el Antitauro. Su ubicación exacta es desconocida, aunque probablemente estaba próxima a Şar o a Divriği, localidades de la moderna Turquía.

## Historia
Entre los gobernantes anatolios que se coligaron contra Naram-Sin en el siglo XXIII a. C. estaba Tisbinki de Kursaura, ciudad que algunos estudiosos identifican con Kussara.
Kussara fue la sede de la dinastía de Pithana, quien a mediados del siglo XVIII a. C. conquistó la ciudad de Nesa y probablemente trasladó la capital de su reino a esta última ciudad. Las razones de esta decisión fueron quizá de índole estratégica. Su hijo Anitta levantó un vasto reino tras varias campañas exitosas, hasta que el rey de Purushanda reconoció finalmente su supremacía en la región.
Hasta tiempos de Hattusili I (segunda mitad del siglo XVII a. C.), los reyes hititas mantuvieron Kuššara como uno de sus centros de poder - el propio Hattusili I se hacía llamar el hombre de Kuššara. Tras el traslado de la capital hitita a Hattusa, Kuššara comenzó a declinar.